# Tomašić (hrvatsko plemstvo, Bačka)
Tomašić je hrvatska plemićka obitelj iz Bačke.
Hrvatska obitelj Tomašić u Bačkoj spada u prvu skupinu hrvatskog plemstva u Bačkoj. To su obitelji koje su plemstvo zadobile od 1446. do 1688. godine. Među njima su obitelji: Knezi, Ivanković, Prćić, Adamović, Radić, Mandić, Kovačić, Martinković, Šoštarić, Tomašić.